# Taiwan Television

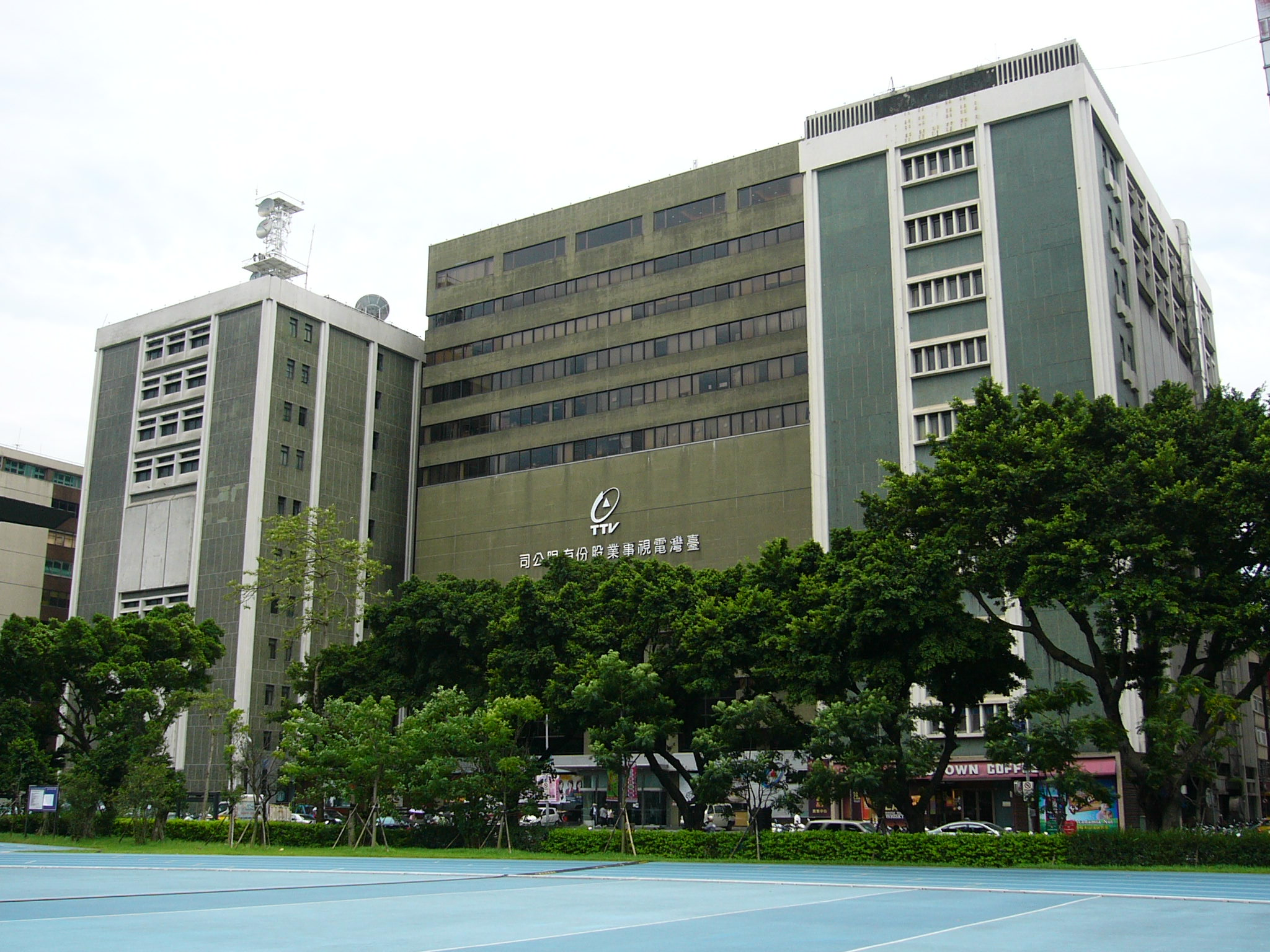
kantoor van TTV

Taiwan Television (TTV) is een publieke televisiemaatschappij in Republiek China (Taiwan). Het werd in 1962 opgericht door de Taiwan provinciale overheid. Van 1969 tot 1975 heette de maatschappij Taiwan Daytime TV. De Guomindang beheerde de meeste media toentertijd. Het had de eerste kleurentelevisiezender van het eiland.
Op 6 september 2007 kwam het bedrijf op de Taiwanese beurslijst (Opkomende markten). 